# Quận Clearfield, Pennsylvania
Quận Clearfield là một quận trong tiểu bang Pennsylvania, Hoa Kỳ. Quận lỵ đóng ở Clearfield, và thành phố lớn nhất là DuBois. Theo điều tra dân số năm 2010 của Cục điều tra dân số Hoa Kỳ, quận có dân số 81.642 người.
Quận được lập năm 1804 và được tổ chức lại năm 1822.

## Địa lý
Theo Cục điều tra dân số Hoa Kỳ, quận có diện tích 2989 kilômét vuông, trong đó có 0,8 km2 là diện tích mặt nước.